# 神海駅
神海駅（こうみえき）は、岐阜県本巣市神海字西ノ上にある、樽見鉄道樽見線の駅である。駅番号はTR13。

## 歴史
- 1958年（昭和33年）4月29日：日本国有鉄道樽見線谷汲口駅 - 当駅間開通時に終着駅の美濃神海駅（みのこうみえき）として開業[3]。
- 1971年（昭和46年）3月31日：荷物扱い廃止[4]。旅客取扱については無人駅化[5]。
- 1974年（昭和49年）10月1日：貨物取扱廃止[2]。
- 1984年（昭和59年）10月6日：樽見線が第三セクター樽見鉄道へ転換[2]。同時に神海駅（こうみえき）に改称[3]。
- 1989年（平成元年）3月25日：当駅 - 樽見駅間延伸、途中駅となる[6]。
- 2024年（令和6年）4月8日：同年秋実施の棒線化工事に伴い、当駅での折り返し・列車交換の設定が無くなる。

## 駅構造
単式ホーム1面1線を有する地上駅。

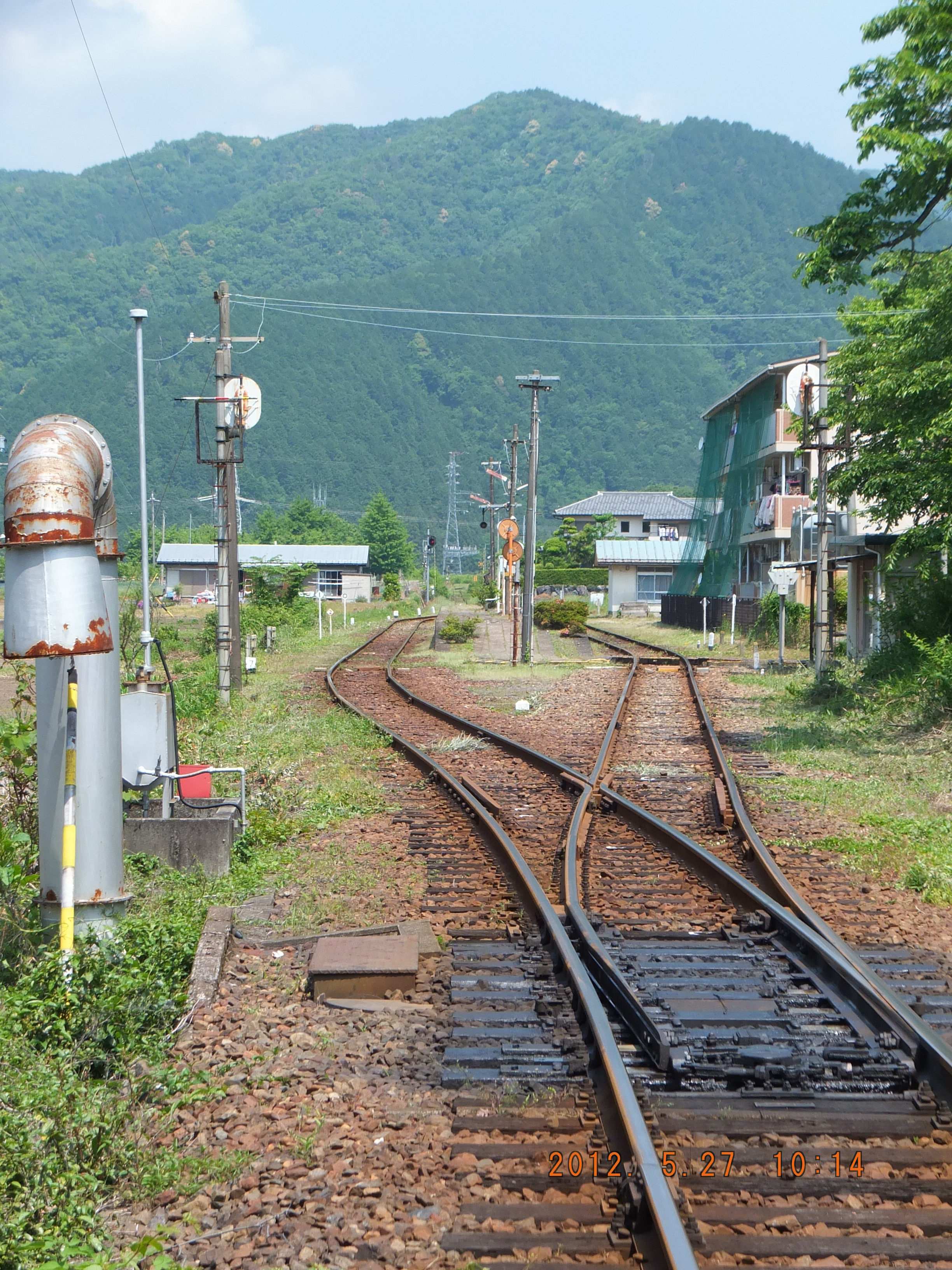
構内（2012年5月）

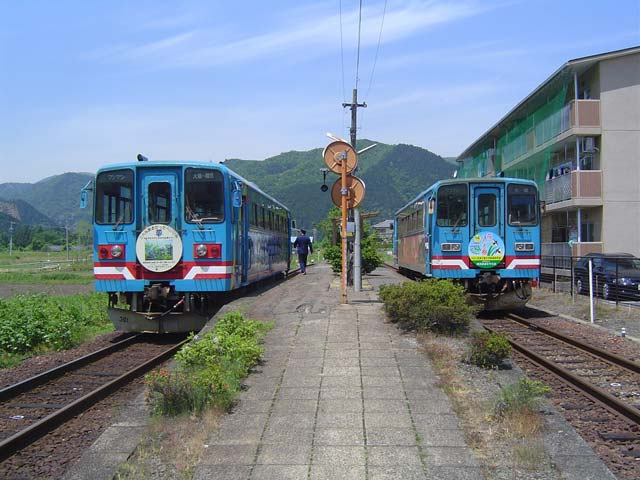
ホーム（2005年5月）

無人駅。駅舎は地域住民に開放されていて地元の子供に勉強を教える「寺子屋」等に使用されるほか、喫茶店を併設している。
かつては島式ホーム1面2線の列車交換可能な構造だったが、利用者減少に伴い2024年秋から樽見駅と共に駅構内の列車交換・信号設備撤去工事を実施し、1面1線での運用となった。現在は駅舎と反対側のみ使用されている。

## 利用状況
| 年度               | 1日平均乗車人員 |
| ------------------ | --------------- |
| 2011年（平成23年） | 14              |
| 2012年（平成24年） | 13              |
| 2013年（平成25年） | 12              |
| 2014年（平成26年） | 10              |
| 2015年（平成27年） | 10              |
| 2016年（平成28年） | 12              |

## 駅周辺
国道157号と並行する区間にあり、周囲は山や畑となっている。なお、住宅は寺の周辺などに点在する。
- 本巣市立外山小学校
- 名岐エンジニアリング本巣工場
- 神海グラウンド - 野球場
- 金輪寺
- 外山郵便局
- 大茂山登山口
- 根尾川

### バス路線
駅舎の前に「神海駅」停留所があり、下記の路線が乗り入れる。
本巣市市営バス
- 本巣北部線
  - 本巣市役所
  - バロー本巣文殊店

## その他
- 地域おこしの一環として、2022年（令和4年）5月に寺子屋が開設した[8][9]。この寺子屋での授業は駅舎内にあるサロンスペース（旧・駅長事務室）[注釈 1][8]で週に2回行われる[注釈 2][9]。因みに、この寺子屋運営者は2021年（令和3年）3月まで、朝日新聞社の政治部記者として働いていた[9][10]（※同年4月1日に本巣市から「地域おこし協力隊」の委嘱を受けるため、同社を退職した[10]）。

## 隣の駅
樽見鉄道
■樽見線
谷汲口駅 (TR12) - 神海駅 (TR13)  - 高科駅 (TR14)